# 斯托羅日內茨區

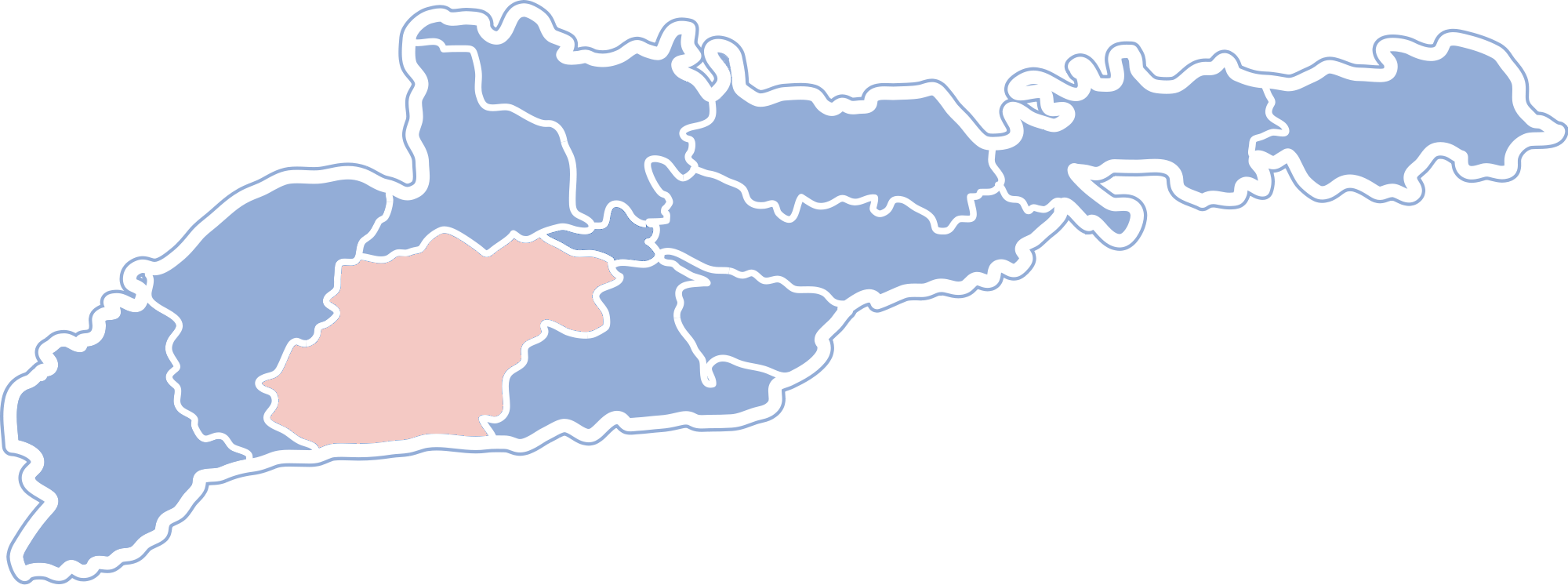

斯托羅日內茨區（烏克蘭語：Сторожинецький район）是位於烏克蘭西南部切爾諾夫策州的舊區，首府設於斯托羅日內茨；2020年烏克蘭行政改革以後被撤銷，併入切爾諾夫策區。該區原面積1,160平方公里，2015年人口99,460人，人口密度每平方公里85.74人。

## 外部連結
- Storozhynetskyi Raion -  official website （乌克兰語）
- Verkhovna Rada website - Administrative divisions of Storozhynetskyi Raion （乌克兰語）